# Louis Spangenberg
Louis Ludolf Hieronymus Spangenberg (* 11. Mai 1824 in Hamburg; † 17. Oktober 1893 in Berlin) war ein deutscher Architekturmaler.

## Leben
Louis Spangenberg war ein Sohn des Hamburger Arztes Georg August Spangenberg. Der Maler Gustav Spangenberg war sein Bruder, der Politiker Wilhelm Spangenberg war sein Stiefbruder.
Er studierte zunächst Architektur am Polytechnikum Karlsruhe bei Friedrich Eisenlohr, wo er im Wintersemester 1843/44 der Burschenschaft Teutonia beitrat. Später wechselte er an die Friedrich-Wilhelms-Universität Berlin und wandte sich 1848 der Architektur- und Landschaftsmalerei zu, in München bei E. Kirchner und in Brüssel. Nach längeren Studienreisen durch Frankreich, Großbritannien, Italien und Griechenland ließ er sich 1857 in Berlin nieder. Seine Landschaften, deren Motive teils Norddeutschland, teils Griechenland und Italien entlehnt sind, zeichnen sich durch großartige und strenge Auffassung mit Neigung zum Stilisieren und bei meist ernster Stimmung aus.
Im Neubau der Technischen Hochschule Charlottenburg hat er eine Reihe von Wandgemälden mit berühmten Baudenkmälern des Altertums ausgeführt.
Spangenberg war mit Mathilde Louise, geb. Jacobsen verheiratet. Der Archivar und Historiker Hans Spangenberg war sein Sohn.
Louis Spangenberg starb 1893 im Alter von 69 Jahren in Berlin und wurde auf dem Friedhof I der Jerusalems- und Neuen Kirche beigesetzt, wo zwei Jahre zuvor auch sein Bruder Gustav seine letzte Ruhestätte gefunden hatte. Beide Gräber sind nicht erhalten.

## Werk (Auswahl)
- Akrokorinth
- Akropolis von Athen
- Bauernhof in Oldenburg
- Der Regenstein im Harz
- Norddeutscher Eichenwald

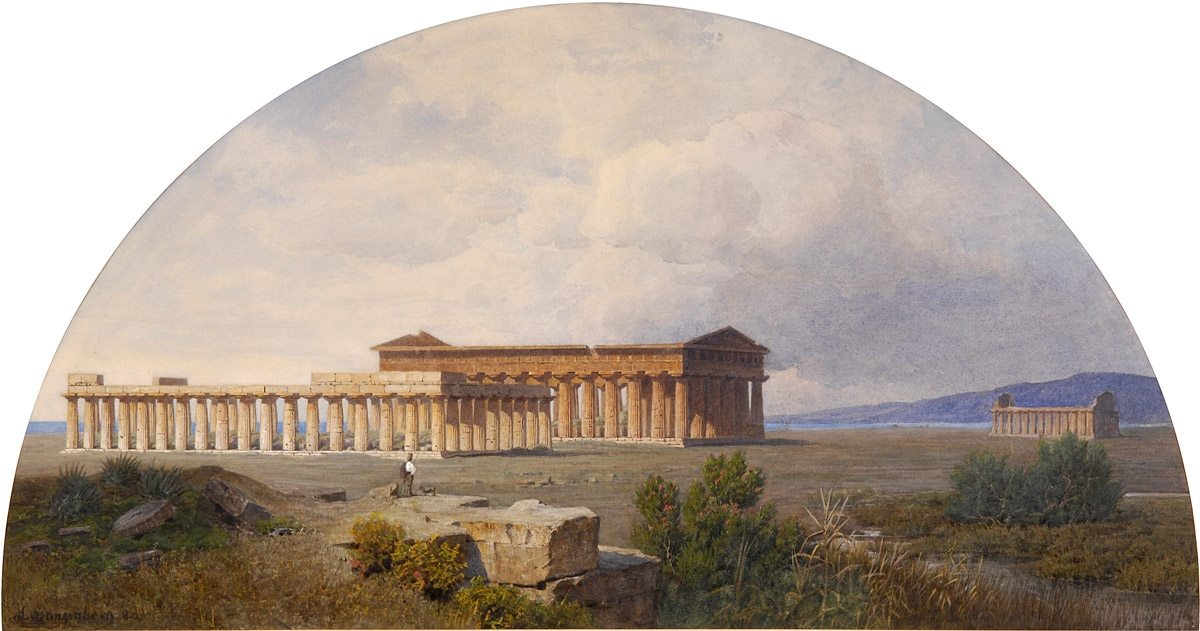
Tempelanlage von Paestum (1881)

- Neptuntempel und Basilika in Paestum
- Theater des Herodes Atticus in Athen
- Motiv aus dem Engadin
- Torfmoor in Holstein